# Cecilia Morel
Cecilia Morel Montes (Santiago del Cile, 14 gennaio 1951) è una first lady cilena, vedova dell'ex presidente Sebastián Piñera.

## Biografia
Cecilia è la quarta di sette figli di Eduardo Morel Chaigneau e Paulina Montes Brunet, la sorella di Hugo Montes Brunet. Ha frequentato la scuola elementare presso la Facoltà Jeanne d'Arc di Santiago del Cile, la stessa scuola dove sua madre e sua nonna (Consuelo Brunet Bunster) hanno studiato.

## Matrimonio
All'età di 19 anni, ha iniziato a frequentare Sebastián Piñera, che era il suo vicino di casa. Si sono sposati nel dicembre 1973 e la coppia successivamente si trasferì negli Stati Uniti dove il marito ha studiato economia. Hanno quattro figli:  Magdalena (1975), Cecilia (1978), Sebastián (1982), Cristóbal (1984)
Nel 1972, ha iniziato a studiare infermieristica presso l'Università Cattolica del Cile, ma dovette interrompere quando si è trasferita all'estero con il marito. Ha ripreso gli studi quando sono tornati in Cile.
Nel 1989, insieme a professionisti del Instituto Carlos Casanueva (Enrique Cueto), fondò quello che più tardi divenne "La Casa de la Juventud", con il compito di educare giovane Conchalí con laboratori di crescita e sviluppo personale.

## First lady
Ha accompagnato il presidente in una visita di Stato in Spagna nel marzo 2011.
Nel novembre del 2011, accolse Felipe, Principe delle Asturie e la principessa Letizia di Spagna in occasione di una mostra dei lavori del fotografo spagnolo Chema Madoz a Santiago.
Dopo l'incidente in miniera a Copiapó nel 2010, Piñera e Morel tennero una conferenza stampa prima dell'inizio delle operazioni di soccorso, il 12 ottobre 2010. Sono stati insieme per tutta la durata del salvataggio dei minatori cileni, che erano rimasti intrappolati nel sottosuolo.
Cecilia Morel è stata nominate presidente o dirigente di varie associazioni cilene, tra le quali:
- Foundation Integra: rete a supporto dell'educazione pre-scolastica,
- PRODEMU: Fondazione per la promozione della donna,
- Fundacion orquesta juvenile e infantiles: associazione a favore di orchestre di bambini e ragazzi],
- Museo interactivo Mirador
- Artesanías de Chile,
- Fundacion de la Família